# Anii 1980
Anii 1980 au fost un grup de zece ani, un deceniu, care a început la 1 ianuarie 1980 și s-a încheiat la 31 decembrie 1989.